# Sportforum Chemnitz
Het Sportforum Chemnitz is een multifunctioneel stadion in Chemnitz, een stad in Duitsland. Het stadion wordt vooral gebruikt voor voetbalwedstrijden, de voetbalclub Chemnitzer BC maakte gebruik van dit stadion. In het stadion is plaats voor 19.220 toeschouwers. Het stadion werd geopend in 1926.
Eerder heette dit stadion de Südkampfbahn (1933–1938), de Großkampfbahn (1938–1945) en het Ernst-Thälmann-Stadion (1945–1992).